# Rautatientori (metropolitana di Helsinki)

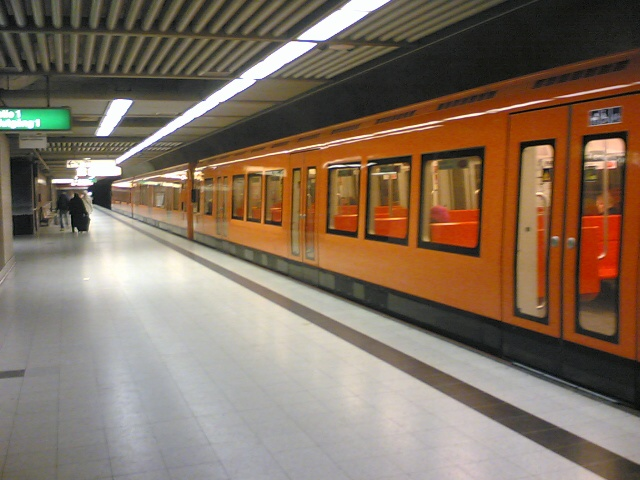
Banchina della stazione

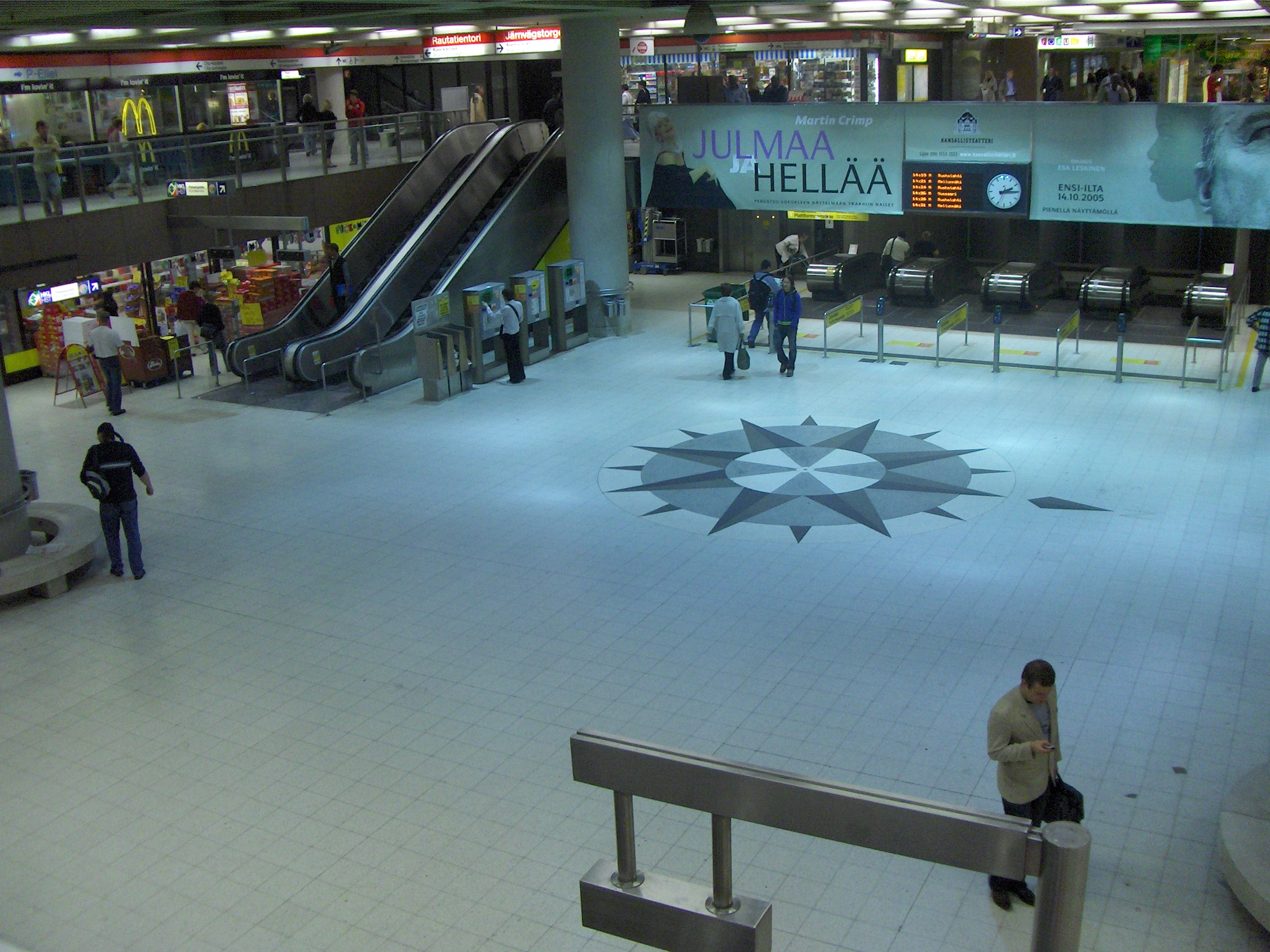
Uno degli ingressi e l'area commerciale di Asematunneli

Rautatientori (in finlandese: Rautatientorin metroasema; in svedese: Järnvägstorgets metrostation) è una stazione della metropolitana di Helsinki, che è collegata alla Stazione Centrale di Helsinki tramite un tunnel. È l'unica stazione della rete ad essere annunciata in più di due lingue: finlandese, svedese e inglese. Alcune informazioni sui muri sono anche scritte in tedesco, come il nome della stazione, Hauptbahnhof.
La fermata fu inaugurata il 1º luglio 1982 e fu disegnata da Rolf Björkstam, Erkki Heino e Eero Kostiainen. Si trova a circa 487 metri da Kamppi e a 597 metri da Kaisaniemi. Si trova alla profondità di 27 metri.
L'8 novembre 2009, a causa dello scoppio di una tubatura dell'acqua, ci furono inondazioni e gravi danni alla metropolitana. Il 15 febbraio 2010, la stazione riaprì al pubblico.